# De deugdzame vrouwen
De deugdzame vrouwen is een reeks van acht schilderijen gemaakt door Lambert Lombard en zijn atelier voor de abdij van Herkenrode in Hasselt. Na de opheffing van de abdij in 1797 raakten zij verspreid. Vier doeken bevinden zich in de kerk van Stokrooie (Hasselt), vier andere in het Luikse museum Grand Curtius. Hoeveel er oorspronkelijk waren is niet bekend. Zij hebben afmetingen gaande van 117 cm tot 216 cm breedte.

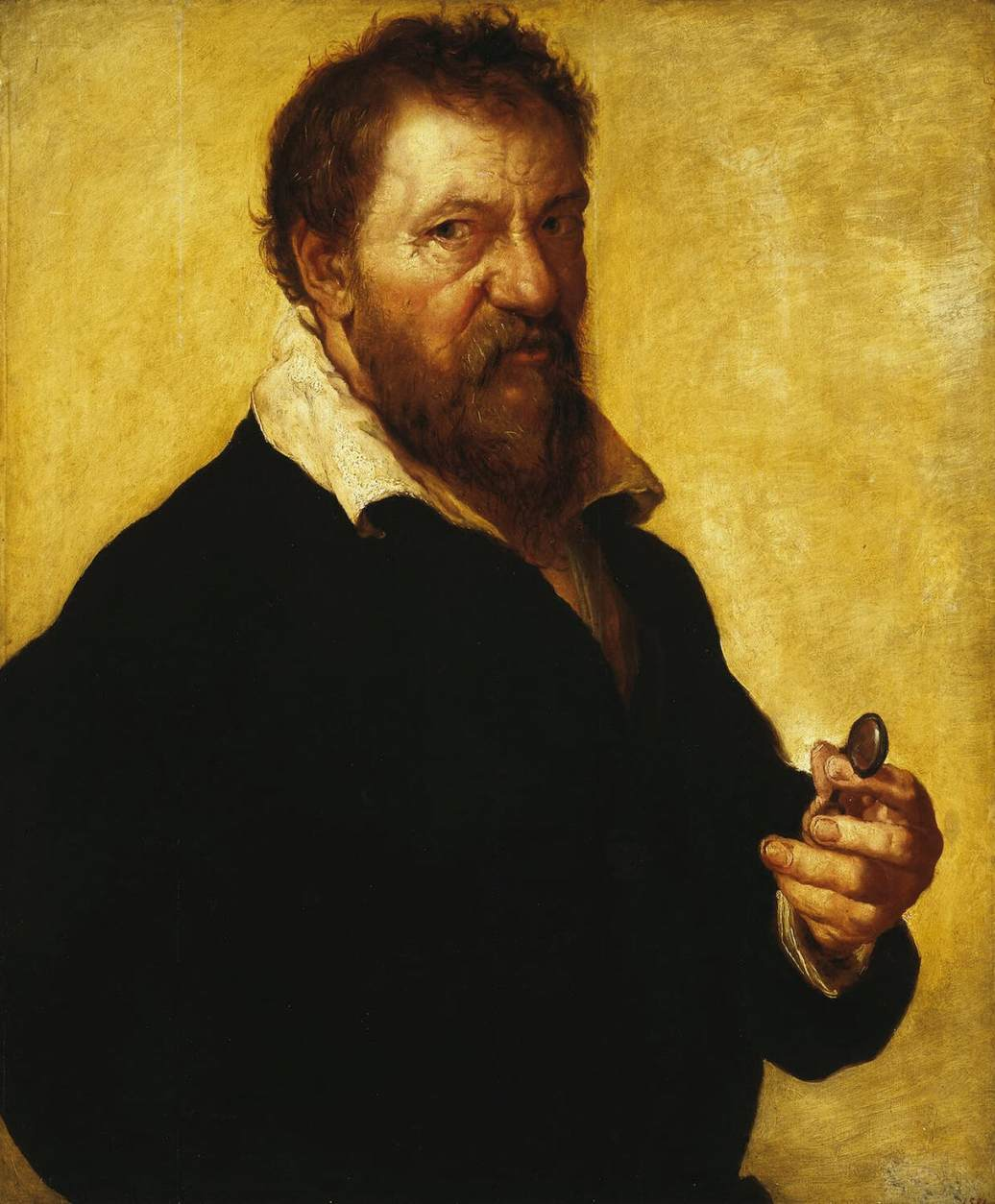
Lambert Lombard

De opdracht tot het maken van de schilderijen werd gegeven tijdens de belangrijke bouw- en verfraaiingsperiode in Herkenrode onder abdis Mechtildis de Lechy (1520-1548), voortgezet door abdis Aleidis de Lechy (1548-1561). Waar zij in de abdij werden aangebracht is niet bekend.
Zowel taferelen uit het Oude Testament als uit de Romeinse geschiedenis worden erop voorgesteld. Telkens speelt een vrouw, waarvan de daden de loop van de geschiedenis hebben gewijzigd, de hoofdrol in het tafereel. De zeer bewuste keuze van de onderwerpen verwijst naar een gemeenschap van intellectueel hoogstaande vrouwen in de abdij van Herkenrode, die volop deelnamen aan de culturele stroming van hun tijd. De keuze om de werken te laten uitvoeren door Lambert Lombard is zeker beïnvloed door de goede relaties die de abdij onderhield met de Luikse prins-bisschop Everhard van der Mark, van wie Lombard hofschilder was.

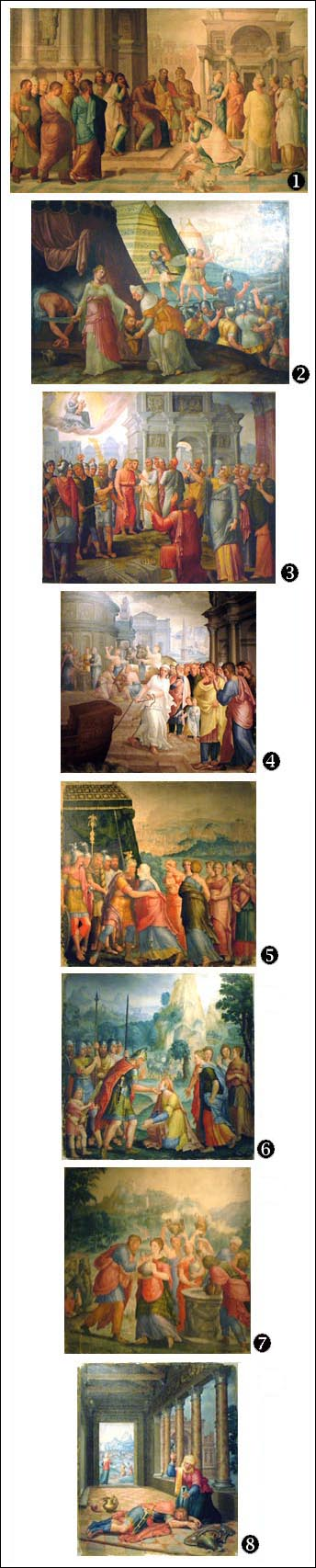
De deugdzame vrouwen - Lambert Lombard

De reeks heeft een didactische functie: de taferelen prijzen de morele deugden van de afgebeelde heldinnen. Ze moesten dienen als ‘exemplum virtutis' voor de monialen van Herkenrode, ook al is de deugd van deze vrouwen soms militair en nemen zij vaak wapens ter hand om bijvoorbeeld een hoofd af te hakken of spijkers in een hoofd te slaan.
Uitzonderlijk voor de 16de eeuw is dat de behandelde onderwerpen in een reeks zijn samengebracht. In tegenstelling tot schilderijen op hout, is de reeks ook een zeldzame overgebleven getuigenis van olieverfschilderijen op doek, een techniek die in Luik en Vlaanderen al gebruikelijk was in het midden van de 16e eeuw.
Deze schilderijen zijn de enige die zonder enige twijfel kunnen worden toegeschreven aan Lambert Lombard en zijn atelier dankzij voorbereidende tekeningen en gravures in de stijl van Lombard. Deze Luikse kunstenaar speelde een voortrekkersrol in de verspreiding van de renaissance in het Maasland. Vooral zijn bezoek, in opdracht van prins-bisschop Everhard van der Mark, aan Rome beïnvloedde in toenemende mate zijn werk waarvan de  compositie en de figuren veel elementen bevatten die rechtstreeks aan de oudheid ontleend zijn.
De reeks De deugdzame vrouwen stond  centraal in een tentoonstelling in Luik in 2006  bij gelegenheid van de 500e verjaardag van de geboorte van Lambert Lombard, nadat de schilderijen gerestaureerd werden door het Koninklijk Instituut voor het Kunstpatrimonium. Dit instituut ontdekte in 1981 bij het opmaken van de inventaris van kunstwerken in religieuze gebouwen dat de schilderijen in Stokrooie aan Lambert Lombard moeten toegeschreven worden. Van de andere schilderijen werd dit nog later ontdekt.
De vier schilderijen van Lambert Lombard in de kerk van Stokrooie zijn erkend als 'topstukken' van het culturele erfgoed van de Vlaamse Gemeenschap.
De acht schilderijen in de volgorde zoals zij hiernaast zijn afgebeeld:
1.Esther knielt voor Ahasverus

Hoogte : 134 cm, breedte : 216 cm

Stokrooie, kerk Sint-Amandus

Literaire bron voor het onderwerp: Boek Ester 5, 1-8
2. Judith bergt het hoofd van Holofernes in een zak

Hoogte : 133 cm, breedte : 187 cm

Stokrooie, kerk Sint-Amandus

Literaire bron voor het onderwerp: Boek Judit 13, 1-10
3. Augustus en de Tiburtijnse sibille

Hoogte : 139 cm, breedte : 169 cm

Stokrooie, kerk Sint-Amandus

Literaire bron voor het onderwerp: Jacopo da Varazze (1228 -1298) Legenda aurea
4. De Vestaalse maagd Claudia Quinta trekt de boot met de moedergodin Cybele aan land

Hoogte : 132 cm, breedte : 142 cm

Stokrooie, kerk Sint-Amandus

Literaire bron voor het onderwerp: Titus Livius 24, 14 - Ovidius, Fastes, 4, 247-348 - Silius Italicus, Punica, 17, 1-47 - St.-Augustinus, De civitate dei, 10, 16 - Boccaccio, De mulieribus claris, 75
5. De ontmoeting van Coriolanus en zijn moeder

Hoogte : 135 cm, breedte : 142 cm

Le Grand Curtius, Luik.

Literaire bron voor het onderwerp: Plutarchus, Het leven van beroemde mannen 34-36 - Titus Livius 2, 40 - Boccaccio, De mulieribus claris, 53
6. David en Abigaël

Hoogte : 135 cm, breedte : 140 cm

Le Grand Curtius Luik.

Literaire bron voor het onderwerp:  Eerste boek Samuël 25, 14-29

7. Rebecca en Eliëzer bij de put

Hoogte : 135 cm, breedte : 135 cm

Le Grand Curtius, Luik.

Literaire bron voor het onderwerp: Genesis 25, 15-21
8.Jahel en Sisara

Hoogte : 140 cm, breedte : 117 cm

Le Grand Curtius, Luik.

Literaire bron voor het onderwerp: Boek van de rechters, 4, 17-23 en 5, 1-13